# Тиччати, Робин
Робин Тиччати (англ. Robin итал. Ticciati; род. 16 апреля 1983, Лондон) — британский дирижёр.
Внук итальянского скрипача, обосновавшегося в Англии. В детстве учился игре на фортепиано, скрипке и ударных. В 15-летнем возрасте, учась в престижной лондонской школе Сент-Пол, был принят скрипачом и ударником в Национальный молодёжный оркестр Великобритании, где под руководством Колина Дэвиса впервые попробовал себя в дирижировании. Затем поступил в Кембриджский университет, в годы обучения дирижировал различными университетскими музыкальными коллективами.
В 2005 году заменил Рикардо Мути в концертной программе из произведений Иоганнеса Брамса и Эдуарда Элгара (Элгар был добавлен по просьбе Тиччати) в миланском театре Ла Скала, став, таким образом, самым молодым дирижёром, когда-либо управлявшим оркестром Ла Скала. В 2006-2009 гг. возглавлял Симфонический оркестр Евле, одновременно в 2007-2009 гг. был музыкальным руководителем гастрольной программы Глайндборнского оперного фестиваля. С 2010 г. главный дирижёр Шотландского камерного оркестра и главный приглашённый дирижёр Бамбергского симфонического оркестра. В январе 2014 г., согласно ранее подписанному контракту, займёт пост музыкального руководителя Глайндборнского фестиваля.